# Manzanillo (Cuba)
Manzanillo é um município na província de Granma, em Cuba. Em termos de população, é a décima quarta maior cidade cubana e a mais populosa que não é uma sede de província. É também a segunda cidade mais grande da província Granma depois da capital Bayamo. 

## Geografia
Manzanillo é uma cidade portuária no leste do país localizada no Golfo de Guacanayabo, próxima ao delta do rio Cauto.
O município é dividido nos bairros de Primero, Segundo, Tercero, Cuarto, Quinto e Sexto, — parte da cidade de Manzanillo — e abrange as comunidades rurais de Blanquizal, Calicito, Canabacoa, Caño, Ceiba Caridad, Congo, Jibacoa, Palmas Altas, Purial, Remate, Tranquilidad e Zarzal.

## História
Manzanillo foi fundada em 1784. O assentamento foi saqueado por franceses em 1792, e no ano seguinte um forte foi construído para sua proteção. Em 1827 o porto da cidade foi aberto ao comércio, tanto nacional quanto internacional. Foi o local de três batalhas durante a Guerra Hispano-Americana. 

## Economia
A agricultura e pecuária local é baseada na plantação de café, cana-de-açúcar, arroz, fruta e tabaco, além de mel e gado.
As indústrias locais são compostas de serrarias, enlatados de peixe e melaço, além de algumas fábricas de charuto e artigos de couro.
A cidade também possui depósitos de zinco e cobre.

## Demografia
Em 2004, o município de Manzanillo possuía uma população de 130 789. Com uma área total de 498 km², Manzanillo tem uma densidade populacional de 262,6 hab./km².

## Educação
Manzanillo também abriga a Faculdade de Ciencias Médicas da Universidade de Granma.

## Transporte
A cidade é atravessada pela rodovia estadual Circuito Sur de Oriente (CSO) e pela rodovia 17 para Las Tunas. O terminal ferroviário é o terminal oeste de uma linha de Bayamo, e é servido por trens regionais e de longa distância, estes últimos conectando a cidade com Santiago de Cuba, Guantánamo, Camagüey, Ciego de Ávila, Santa Clara e Havana.

## Pessoas notáveis
- Bartolomé Masó (1830–1907), militar e patriota
- Joaquin Ferrer (1929–), pintor
- Rosa Porto (1930–2019), confeiteira e empresária radicada em Los Angeles
- Carlos Puebla (1917–1989), cantor, guitarrista e compositor